# Vauchelles-les-Quesnoy
Vauchelles-les-Quesnoy là một xã ở tỉnh Somme, vùng Hauts-de-France, Pháp.

## Địa lý
Thị trấn này có cự ly khoảng 2 miles về phía đông của trung tâm của Abbeville, trên đường D153.

## Dân số
| 1962                                                  | 1968 | 1975 | 1982 | 1990 | 1999 |
| ----------------------------------------------------- | ---- | ---- | ---- | ---- | ---- |
| 607                                                   | 640  | 734  | 856  | 889  | 830  |
| Số liệu dân số từ năm 1962, dân số không tính hai lần |      |      |      |      |      |